# Юй Юнбо
Юй Юнбо (род. в сент. 1931 года, пров. Ляонин) — китайский военный политработник, генерал-полковник (1993), член Центрвоенсовета (1993—2003).
Член КПК с сентября 1948 года, член ЦК КПК 13—15 созывов. Член ВК НПКСК 10-го созыва.

## Биография
По национальности маньчжур.
В рядах НОАК с сентября 1947 года.
В 1972—1978 годах дивизионный политкомиссар.
В 1978—1983 годах начштаба Гуанчжоуского ВО.
В 1983—1985 годах политкомиссар 42-й армии.
В 1985—1989 годах начальник политуправления Нанкинского ВО.
C 1989 года заместитель, в 1992—2002 годах начальник Главного политического управления НОАК. Его заместителем был генерал Ван Жуйлинь, также член Центрвоенсовета Китая с 1995 года.
С марта 2003 года на пенсии.
Генерал-полковник (1993), генерал-лейтенант (1988).